# Gunn-Rita Dahle Flesjå
Gunn-Rita Dahle épouse Flesjå, née le  10 février 1973 à Stavanger, est une coureuse cycliste norvégienne pratiquant le VTT cross-country. Active des années 1990 aux années 2010, elle arrête sa carrière sportive à la fin de l'année 2018. 
Elle est la coureuse la plus titrée de tous les temps dans sa discipline. En cross-country olympique, elle est 4 fois championne du monde (record à égalité avec Pauline Ferrand-Prévot) et 6 fois championne d'Europe (record). Elle est championne olympique en 2004. En Coupe du monde, elle remporte à quatre reprises le classement général (record) et possède le record du nombre de manches remportées avec 30 victoires durant les saisons 1996 à 2018. Elle remporte 14 fois le championnat de Norvège (record).
En cross-country marathon, elle est 6 fois championne du monde (record) et 3 fois championne d'Europe (record à égalité avec Pia Sundstedt et Esther Süss).

## Biographie

### Jeunesse et débuts
Gunn-Rita Dahle est née le 10 février 1973 à Stavanger, ville portuaire du sud-ouest de la Norvège. 
Dans sa jeunesse, elle pratique le ski de fond mais jamais à un niveau national. Elle découvre tardivement le VTT cross-country à 22 ans, lors d'une sortie d'entraînement avec des amis en avril 1995. Elle apprécie immédiatement le VTT et se met rapidement à la compétition. 
Elle devient championne de Norvège 1995 puis trois mois plus tard, elle devient championne nordique.
En septembre 1995, elle décroche une 3e place lors de sa première course de Coupe du monde à Plymouth.

### 1996

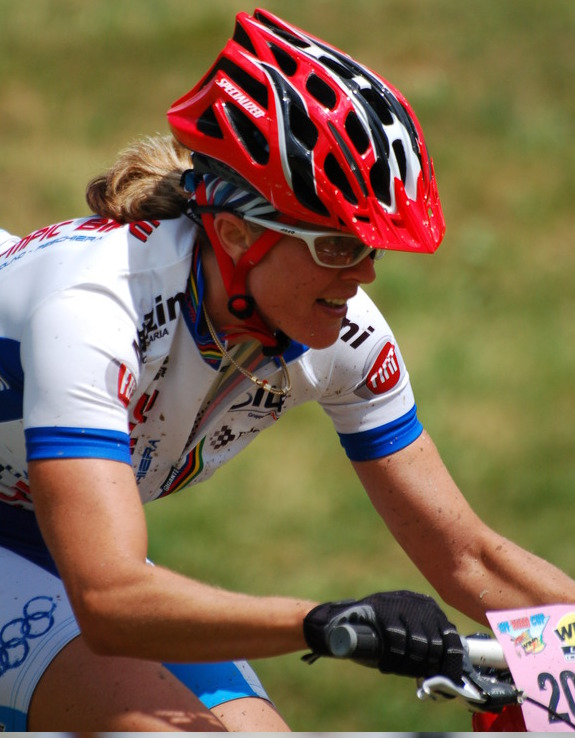
Paola Pezzo, la championne olympique 1996.

En 1996, elle entre dans l'équipe American Eagle où elle restera trois saisons. Elle termine deuxième au classement général de la Coupe du monde, remportant la manche de Kristiansand, en Norvège, ainsi que la manche finale à Hawaï. Elle est également championne nordique en Finlande cette année. Le VTT est une discipline olympique pour la première fois aux Jeux olympiques d'Atlanta, Dahle termine à la 4e place de la course olympique remportée par Paola Pezzo. Tout cela la place sous les projecteurs des médias norvégiens.

### 1997
La saison 1997 est gâchée par un virus. Dahle court très peu durant l'été et termine la saison en septembre aux championnats du monde avec une 8e place.

### 1998
En 1998, Gunn-Rita remporte la manche de Coupe du monde à Saint-Wendel en Allemagne et à Bromont au Canada, elle termine 4e au classement général. Elle remporte la médaille d'argent aux championnats du monde au Canada et aux championnats d'Europe en Belgique. Gunn-Rita signe un contrat avec DBS (en), un petit fabricant norvégien de vélos qui était autrefois situé à Sandnes, en Norvège, où vivait Gunn-Rita. DBS était l'une des grandes marques sur le marché nordique et était le principal sponsor des équipes cyclistes nationales norvégiennes. Sur route, Gunn-Rita remporte l'une des étapes du Tour de France Féminin et obtient la 8e place lors des championnats du monde.

### 1999

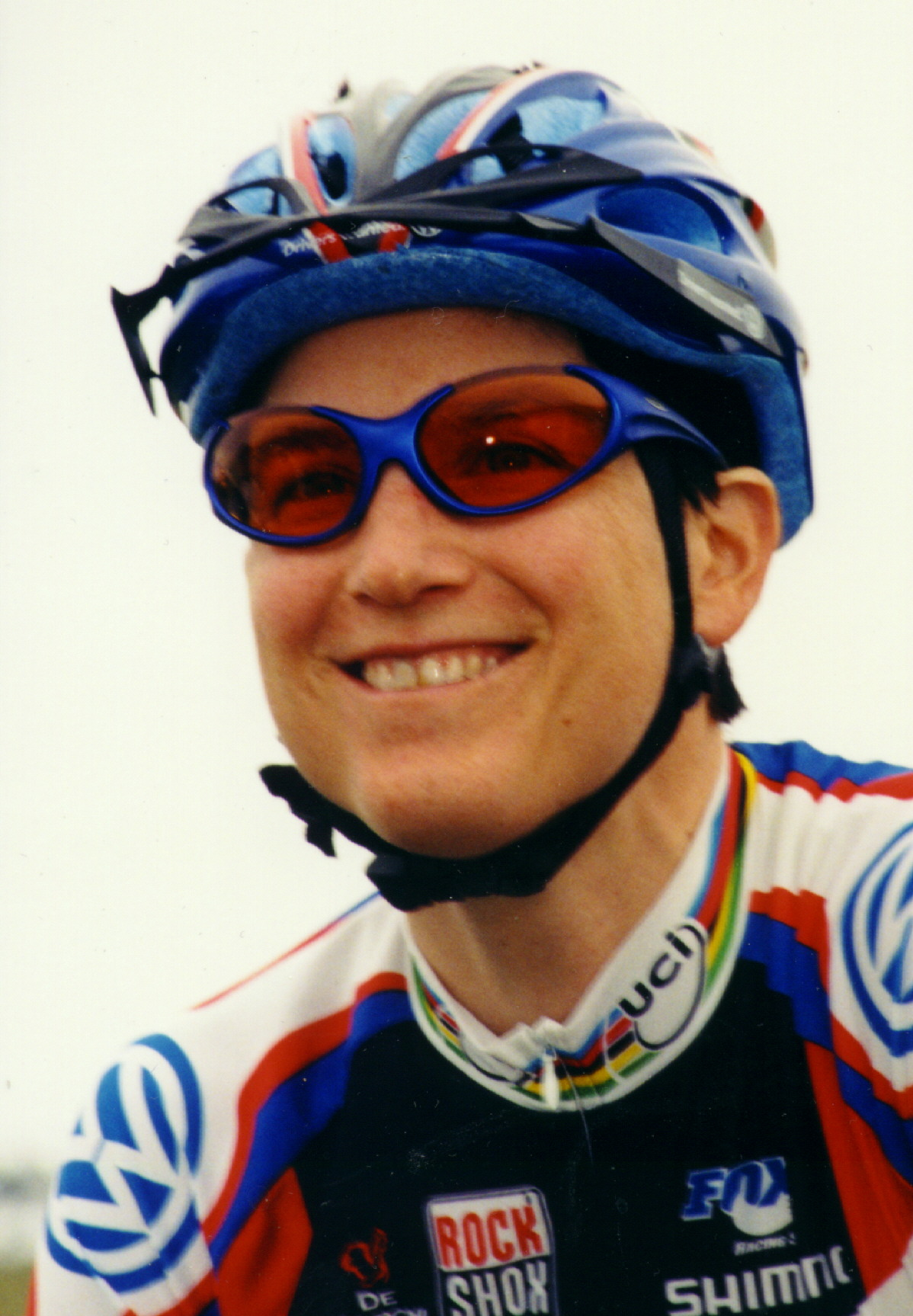
Alison Sydor remporte la Coupe du monde 1999.

En 1999, elle entre dans l'équipe DBS (en) où elle restera trois saisons.
Elle remporte la manche de Coupe du monde à Canmore au Canada et  termine 2e au classement général remporté par la Canadienne Alison Sydor. Gunn-Rita figure parmi les 5 meilleures dans chaque manche de Coupe du monde cette année.

### 2000-2001: victime du surentraînement
Dans le cadre de sa préparation pour les Jeux olympiques, elle passe deux semaines dans un caisson d'altitude, qui simule les effets de l'altitude. Ce programme l'épuise totalement et elle ne court quasiment pas en 2000, victime des effets du surentraînement.
Elle termine 10e de la première manche de Coupe du monde 2000 de la saison en mars à Napa Valley aux États-Unis , mais ensuite, victime d'un épuisement complet, elle ne participe pas aux 7 manches restantes.  Elle tente de revenir en forme à temps pour les Jeux olympiques de Sydney en septembre, mais sans succès. Le 23 septembre, elle ne participe pas à la course olympique remportée par Paola Pezzo.
Au printemps 2001, Kenneth Flesjå devient l'entraîneur de Gunn-Rita. Il l'a aidée à repartir de zéro et à reconstruire lentement les choses. Son objectif était avant tout de redonner le sourire à Gunn-Rita sur son vélo. Kenneth a dû adapter le programme d'entraînement en fonction de la façon dont le corps de Gunn-Rita répondait à l'effort. 
En Coupe du monde 2001, Dahle ne finit pas dans les points en début de saison mais ses résultats s'améliorent ensuite, elle obtient notamment la 4e place dans la sixième manche à Leysin en août. Fin août, elle termine à la 29e place du classement général remporté par Barbara Blatter.
En septembre 2001, lors de la course du championnat du monde à Vail, Gunn-Rita a course gagnée dans le dernier tour, mais une crevaison ruine ses chances de podium et elle abandonne. 
Sans aucun résultat pendant près de 2 saisons, il était difficile d'obtenir un nouveau contrat pour Gunn-Rita. Elle a finalement signé un contrat d'un an avec une petite équipe allemande appelée Merida International. Il n'y avait pas beaucoup d'argent dedans à l'époque, mais ils lui ont donné de bons bonus. Sabine Spitz et Irina Kalentieva étaient également inscrites dans l'équipe Merida à cette époque. C'était une petite équipe, mais cela a donné à Gunn-Rita la chance dont elle avait besoin. Kenneth et Gunn-Rita savaient qu'ils pouvaient gagner plus. Gunn-Rita était toujours sous les effets du surentraînement et était encore faible, elle ne pouvait pas se montrer trop exigeante.

### 2002:1ertitre de championne du monde
En 2002, elle entre dans l'équipe Merida où elle restera jusqu'à la fin de sa carrière.
En juillet, elle termine 2e du championnat d'Europe de cross-country marathon, dans la région du Salzkammergut en Autriche, remporté par Andrea Huser en 5 h 1 min 28 s.
Début août, Dahle remporte son premier titre de championne d'Europe de cross-country à Zurich en 1 h 42 min 05 s devant Laurence Leboucher et Sabine Spitz.
Un mois plus tard, le 1er septembre, elle devient pour la première fois championne du monde de cross-country, à Kaprun en Autriche, en 2 h 14 min 5 s devant Anna Szafraniec et Sabine Spitz. 
2002 débute la période de la carrière de Gunn-Rita avec le plus de victoires. Malgré tout, début 2002, Kenneth et Gunn-Rita avaient discuté sérieusement de la possibilité d'arrêter le cyclisme et de faire quelque chose de complètement différent. Les résultats étonnants de cette année leur prouvent qu'ils ont eu raison de persévérer. Avec ce retour spectaculaire après son absence malheureuse, plusieurs équipes manifestent leur intérêt à recruter Gunn-Rita, mais celle-ci décide de rester fidèle à l'équipe Merida qui était la seule à la soutenir début 2002 et elle prolonge son contrat de 3 ans avec l'équipe Merida.

### 2003:1reCoupe du monde
En 2003, Dahle remporte pour la première fois le classement général de la Coupe du monde devant Sabine Spitz et Irina Kalentieva, en gagnant les cinq manches de la saison. 
En août, elle conserve son titre de championne d'Europe à Graz en Autriche en remportant la course en 1 h 41 min 57 s devant Irina Kalentieva et Margarita Fullana.
En septembre, au championnat du monde à Lugano en Suisse, alors qu'elle est favorite après avoir gagné les quatre premières manches de la Coupe du monde, elle est victime de deux crevaisons au début de la course et perd toute chance de gagner, elle finit loin à la 23e place à plus de 14 minutes de la gagnante Sabine Spitz.

### 2004: championne olympique, mondiale et européenne

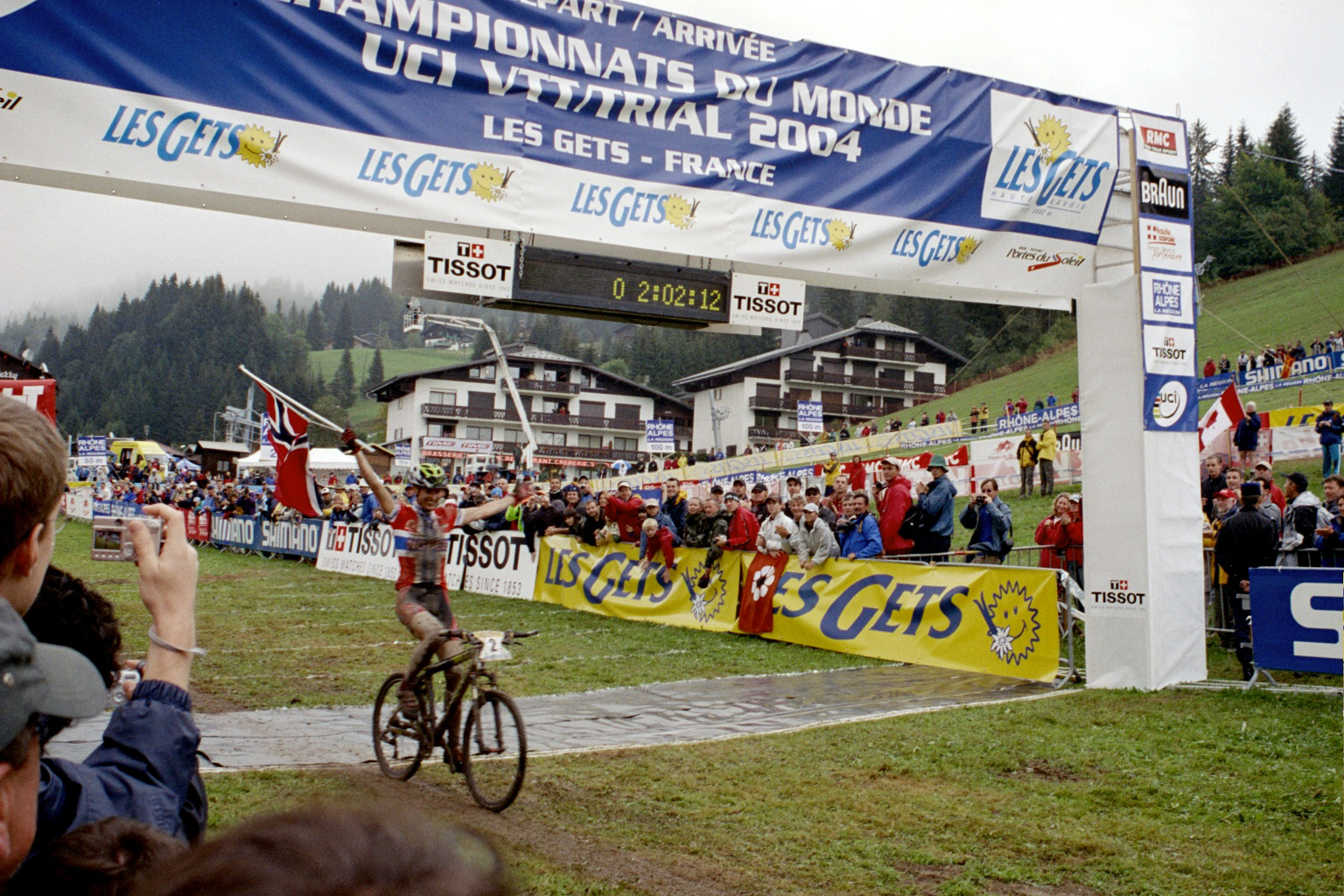
Gunn-Rita Dahle remporte le championnat du monde 2004.

En mai, elle remporte aisément l'épreuve préolympique d'Athènes en 1 h 57 min 37 s devant Magdalena Sadlecka et Alison Sydor. Après la course, elle annonce qu'elle vise la victoire lors de l'épreuve olympique en août sur le même parcours.
Le 11 juillet à Bad Goisern en Autriche, venue pour s'entraîner en vue des Jeux olympiques, elle remporte aisément le championnat du monde de marathon avec près de 20 minutes d'avance sur Irina Kalentieva et Blaza Klemencic. 
Le 1er août, elle remporte pour la 3e fois consécutive le titre de championne d'Europe en remportant la course en 1 h 35 min 41 s devant Maja Włoszczowska et Sabine Spitz.
Le 27 août, elle devient championne olympique en 1 h 56 min 51 s, devançant Marie-Hélène Prémont d'un peu moins d'une minute et Sabine Spitz de plus de deux minutes. Elle s'échappe seule dès le premier tour et ne sera jamais rejointe. Son avance à l'arrivée aurait pu être encore plus grande si elle n'avait pas tordu son dérailleur arrière en chutant à mi-course, ce qui a ensuite provoqué des sauts de chaîne et l'a obligée à pousser son vélo dans les montées raides,.
Le 12 septembre, elle devient championne du monde aux Gets en France en 2 h 2 min 12 s devant Maja Włoszczowska et Alison Sydor. Elle devient ainsi la première femme à réaliser la même année le triplé Jeux olympiques, championnat du monde et Coupe du monde.
Elle remporte pour la deuxième fois le classement général de la Coupe du monde devant Marie-Hélène Prémont et Annabella Stropparo, en gagnant six manches sur les sept de la saison.

### 2005:3eCoupe du monde
Elle remporte le classement général de la Coupe du monde pour la troisième fois consécutive en gagnant six manches sur les huit de la saison (Madrid, Houffalize, Willingen, Balneario Camboriu, Angel Fire Resort et Fort William) et en finissant deux fois deuxième (Spa-Francorchamps et Mont-Sainte-Anne).
Le 31 juillet, elle remporte pour la 4e fois consécutive le titre de championne d'Europe de cross-country en remportant la course en 1 h 57 min 8 s devant Maja Włoszczowska et Margarita Fullana.
Le 20 août, elle devient championne du monde de cross-country marathon en 4 h 5 min 18 s devant Blaza Klemencic et Petra Henzi.
Le 4 septembre, elle remporte aisément son troisième titre de championne du monde de cross-country en 1 h 47 min 19 s avec plus de 2 minutes d'avance sur Maja Włoszczowska et Petra Henzi.
Le 15 octobre, elle épouse son entraîneur Kenneth Flesjå à Stavanger en Norvège.
Elle resigne pour 3 ans dans l'équipe Merida et envisage de terminer sa carrière en 2008.

### 2006:4eCoupe du monde
Dahle remporte une nouvelle fois le classement général de la Coupe du monde devant Marie-Hélène Prémont et Sabine Spitz en remportant les 3 premières manches.
Aux championnats d'Europe, elle remporte le titre en cross-country marathon, le 23 juillet à Tambre en Italie, en 3 h 35 min 11 s devant Pia Sundstedt et Dolores Mächler-Rupp et, le 30 juillet à Chies d'Alpago en Italie, elle remporte la médaille d'argent en cross-country olympique derrière Marga Fullana, vainqueur en 1 h 41 min 37 s.
Le 13 août, elle est championne du monde de marathon dans l'Oisans en France en 4 h 25 min 9 s devant Petra Henzi et Elsbeth Vink.
Le 27 août, elle devient championne du monde en cross-country olympique à Rotorua en Nouvelle-Zélande en 1 h 55 min 20 s devant Irina Kalentieva et Marie-Hélène Prémont.

### 2007
En 2007, Dahle subit une baisse de régime causée par un virus du système digestif,. Elle termine seulement 21e du classement général de la Coupe du monde avec une 2e place dans la première manche à Houffalize et une 3e place dans la deuxième manche à Offenburg.

### 2008

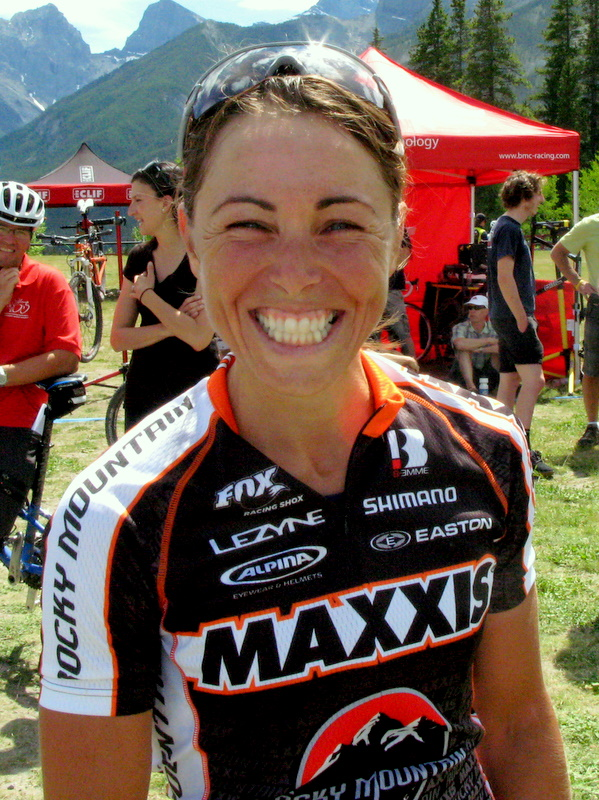
Marie-Hélène Prémont, vainqueur de la Coupe du monde 2008.

En 2008, Dahle retrouve progressivement la forme mais sans retrouver son niveau de 2006. En avril, elle termine 6e de la première manche de Coupe du monde à Houffalize et, affaiblie par un rhume, elle abandonne rapidement dans la deuxième manche à Offenburg. En mai, elle remporte la 3e manche de Coupe du monde de Madrid avec une seconde d'avance sur Marie-Hélène Prémont, c'est la seule manche remportée cette saison et elle finit 12e du classement général final.
En juin, elle finit seulement 7e du cross-country du championnat du monde mais en juillet elle remporte le championnat du monde de cross-country marathon.
Le 23 août, elle abandonne la course aux Jeux olympiques de Pékin dans le quatrième tour en raison d'une chute qui a cassé sa poignée de frein,. 

### 2009-2011: maternité et retour au très haut niveau
En mars 2009, elle donne naissance à un fils prénommé Bjornar. En 2010, elle termine deuxième du championnat d'Europe de cross-country marathon derrière Esther Süss. 
Deux ans plus tard, à 38 ans, elle revient au très haut niveau en remportant le titre de championne d'Europe 2011 devant Maja Włoszczowska et Tanja Žakelj. Elle termine 7e du classement général de la Coupe du monde 2011 remporté par Julie Bresset.

### 2012

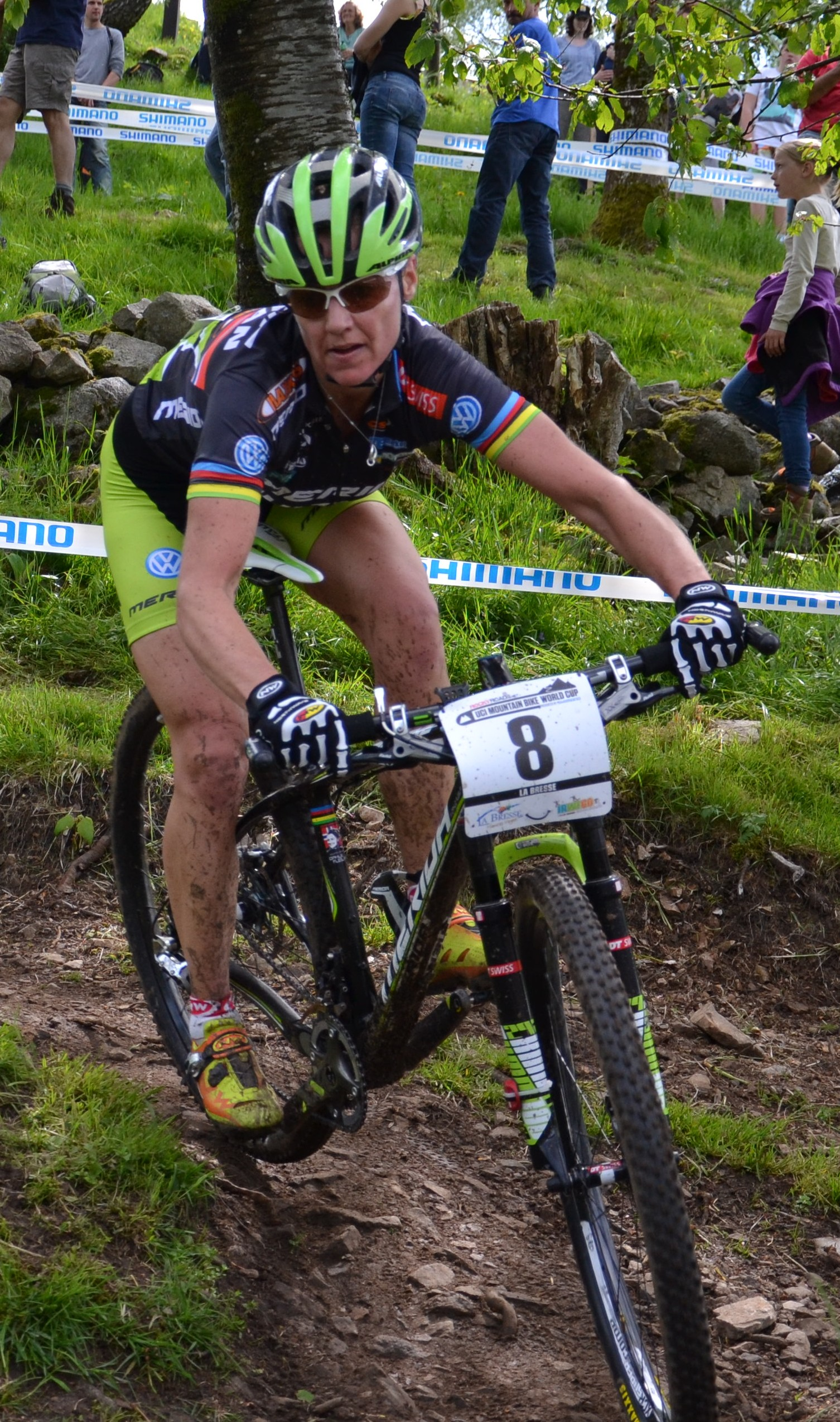
Gunn-Rita Dahle lors de la manche de Coupe du monde 2012 à La Bresse.

En 2012, dans la Coupe du monde, elle gagne la quatrième manche à La Bresse et la septième et dernière manche à Val d'Isère, elle termine 2e du classement général remporté par Catharine Pendrel.
En juin, elle conserve son titre de championne d'Europe en gagnant la course devant Esther Süss et Sabine Spitz.
En septembre, elle termine 2e du championnat du monde de cross-country remporté par Julie Bresset et, en octobre, elle termine également 2e du  championnat du monde de cross-country marathon remporté par Annika Langvad.
Dans la course des Jeux olympiques en août, elle chute dès le premier pierrier en descente et plus tard elle subit une crevaison qui la pousse à l'abandon, le titre est remporté par Julie Bresset.

### 2013
En juin, elle devient championne du monde de cross-country marathon à Kirchberg en Autriche devant Sally Bigham et Esther Süss,. 
En août, elle termine seulement 8e du championnat du monde de cross-country à Pietermaritzburg en Afrique du Sud remporté par Julie Bresset.
Elle termine 9e du classement général de la Coupe du monde remporté par Tanja Žakelj.

### 2014
En Coupe du monde, elle obtient trois deuxièmes places (Pietermaritzburg, Albstadt et Méribel) et une troisième place (Nove Mesto) et termine 6e du classement général remporté par Jolanda Neff.
En septembre, elle termine 9e du championnat du monde de cross-country à Hafjell en Norvège remporté par Catharine Pendrel.

### 2015: Dahle bat le record de manches gagnées en Coupe du monde
En juin, elle remporte pour la sixième fois le championnat du monde de VTT marathon à Val Gardena en Italie devant Annika Langvad et Sabine Spitz (record de victoires).
Elle termine 2e du classement général de la Coupe du monde remporté par Jolanda Neff et remporte la troisième manche en juillet à Lenzerheide devant Lea Davison et Catharine Pendrel. Elle obtient là sa 29e victoire en Coupe du monde et bat ainsi le record de 28 victoires détenu par l'Américaine Juliana Furtado depuis les années 1990.
En septembre, elle termine à la 4e place au championnat du monde de VTT cross-country à Vallnord en Andorre remporté par Pauline Ferrand-Prévot.

### 2016
Elle termine 5e du classement général de la Coupe du monde remporté par Catharine Pendrel.

### 2017
Elle termine 6e du classement général de la Coupe du monde remporté par Yana Belomoyna.

### 2018: fin de carrière

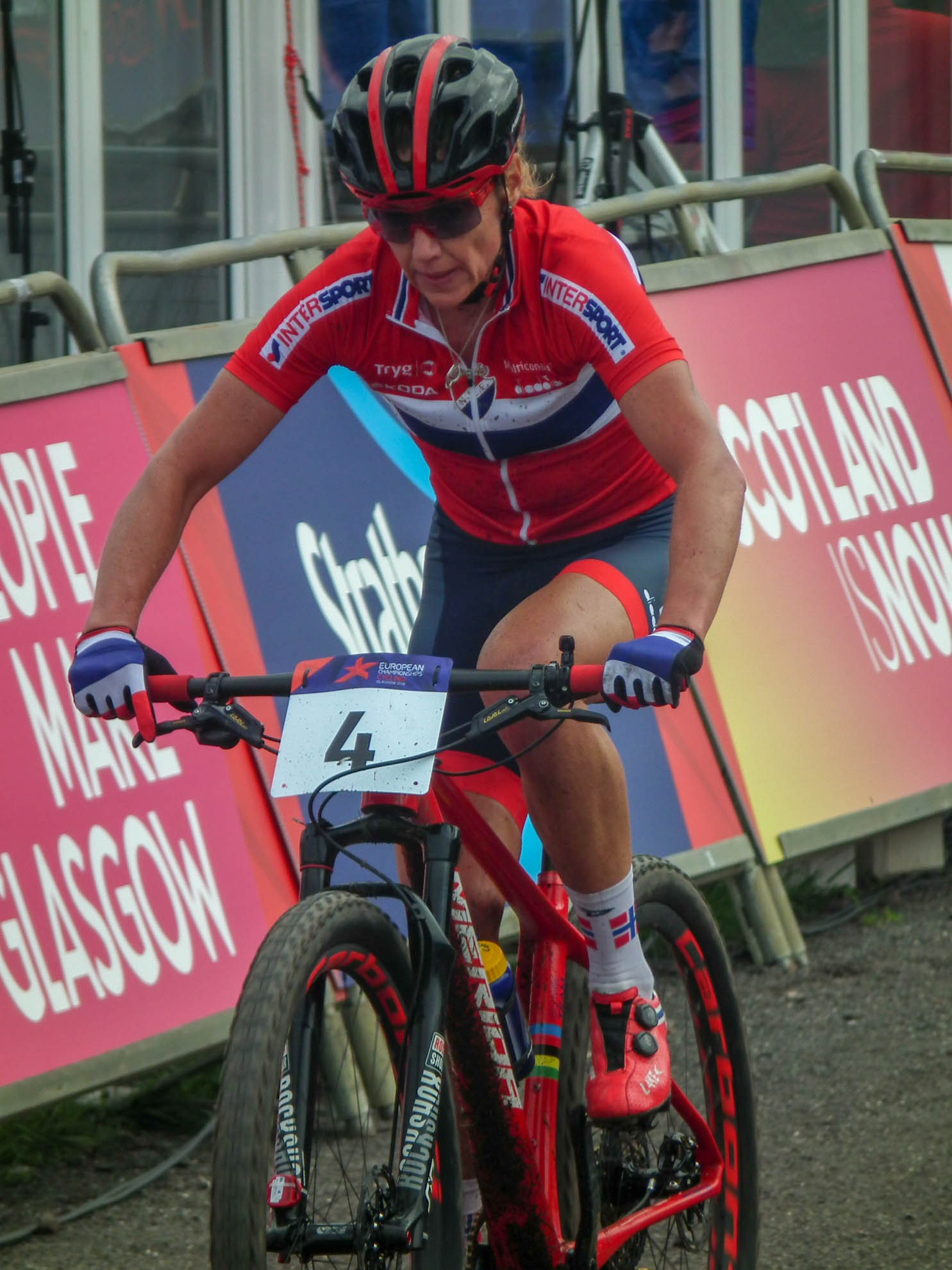
Gunn-Rita Dahle au championnat d'Europe 2018.

Elle termine 9e du classement général de la Coupe du monde remporté par Jolanda Neff et remporte la cinquième manche à Vallnord devant Jolanda Neff et Emily Batty établissant ainsi un nouveau record de 30 victoires en Coupe du monde féminine. Elle arrête sa carrière sportive à la fin de l'année 2018.

## Palmarès

### Jeux olympiques
| Édition             | Cross-country |
| Atlanta 1996        | 4e            |
| Sydney 2000         | —             |
| Athènes 2004        | 1re           |
| Pékin 2008          | Abandon       |
| Londres 2012        | Abandon       |
| Rio de Janeiro 2016 | 10e           |

### Championnats du monde et d'Europe
|       | Championnats du monde | Championnats du monde  | Championnats d'Europe | Championnats d'Europe  |
| Année | Cross-country         | Cross-country marathon | Cross-country         | Cross-country marathon |
| 1996  | 10e                   |                        |                       |                        |
| 1997  | 8e                    |                        |                       |                        |
| 1998  | 2e                    | 2e                     |                       |                        |
| 1999  | —                     |                        |                       |                        |
| 2000  | —                     |                        |                       |                        |
| 2001  | ab                    |                        |                       |                        |
| 2002  | 1re                   | 1re                    | 2e                    |                        |
| 2003  | 23e                   | —                      | 1re                   | 2e                     |
| 2004  | 1re                   | 1re                    | 1re                   |                        |
| 2005  | 1re                   | 1re                    | 1re                   |                        |
| 2006  | 1re                   | 1re                    | 2e                    | 1re                    |
| 2007  | —                     | —                      |                       |                        |
| 2008  | 7e                    | 1re                    |                       |                        |
| 2009  | —                     | 13e                    |                       | 1re                    |
| 2010  | 18e                   | 6e                     |                       | 2e                     |
| 2011  | 6e                    | 7e                     | 1re                   |                        |
| 2012  | 2e                    | 2e                     | 1re                   | —                      |
| 2013  | 8e                    | 1re                    | —                     | —                      |
| 2014  | 9e                    | —                      | 14e                   | —                      |
| 2015  | 4e                    | 1re                    | 6e                    | 4e                     |
| 2016  | ab                    | —                      | 10e                   | —                      |
| 2017  | 13e                   | 3e                     | 3e                    | —                      |
| 2018  | 9e                    | 4e                     | 13e                   | 1re                    |

### Coupe du monde
Coupe du monde de cross-country (4)
- 2e en 1996 (2 manches)
- 29e en 1997
- 4e en  1998 (2 manches)
- 2e en 1999 (1 manche)
- 72e en 2000
- 29e en 2001
- 11e en 2002
- 1re en 2003 (5 manches)
- 1re en 2004 (6 manches)
- 1re en 2005 (6 manches)
- 1re en 2006 (3 manches)
- 21e en 2007
- 12e en 2008 (1 manche)
- Pas de participation en 2009
- 45e en 2010
- 7e en 2011
- 2e en 2012 (2 manches)
- 9e en 2013
- 6e en 2014
- 2e en 2015 (1 manche)
- 5e en 2016
- 6e en 2017
- 9e en 2018 (1 manche)

### Championnats de Norvège
- Championne de Norvège de cross-country[65] (14) : 1995, 1997, 1998, 1999, 2001, 2004, 2005, 2009, 2011, 2013, 2014, 2015, 2017 et 2018

## Distinctions
- UEC Hall of Fame[66]
- Mountain Bike Hall of Fame : 2022